# INS 하닛
INS 하닛은 이스라엘 해군의 사르5급 초계함의 3번함이다. 미국 미시시피주의 최대 민간기업인 잉걸스 조선소에서 1993년 건조되었다. 사르5급은 모두 3척이 건조되어 사용중이다. 모항은 이스라엘 하이파이다. 1980년대 초반에 계약이 되었다.
사르4.5급 미사일정이 만재배수량 500톤, 사르4급 미사일정이 만재배수량 450톤이고 모두 이스라엘 조선소에서 건조된 것에 비해, 사르5급 초계함은 만재배수량 1200톤에 미국의 대표적인 군함제작사인 잉걸스 조선소에서 건조되었고, 헬기까지 탑재한다. 즉, 이스라엘 해군에서 헬기가 탑재되는 전투함은 사르5급 초계함 3척뿐이다.

## 피격
이스라엘은 배수량 1200톤급의 미국산 사르5급 초계함 3척이 가장 큰 수상함이다. 한국의 초계함 천안함과 동급 규모이다. 2006년 이스라엘-레바논 전쟁 기간인 2006년 7월 14일 3번함 하닛함이 헤즈볼라의 대함미사일 공격을 받았다. 이스라엘 당국은 레바논 헤즈볼라가 개발한 미사일로 추정했다. 당시 하닛함은 상공에 이스라엘 전투기들이 인근상공에 있어서 대공방어 시스템을 작동하지 않았다. 4명이 전사했다. 이스라엘 군당국은 이란의 무기기술자가 이 미사일 개발에 도움을 주었다고 보고 있다. 이후에 이스라엘 군당국은 당시 적절한 방어조치를 취하지 않았다는 혐의로 군사재판을 하였다.
2007년 러시아는 SS-N-26 미사일을 시리아에 수출하기로 계약하였다. 이에 대해 미국과 이스라엘이 반대하고 있다. 이스라엘은, 시리아에 이 미사일이 수출되면, 수 년 안에 헤즈볼라가 이 미사일을 입수하게 될 것이라고 보고 있다. 야센급 잠수함은 SS-N-26 초음속 대함미사일을 장착했다. 마하 2.5 속도에 300 km 사거리를 가진다. 러시아, 베트남, 인도네시아가 사용중이다.